# باقا
باقا (به لاتین: Bagha) یک منطقهٔ مسکونی در بنگلادش است که در ناحیه راج‌شاهی واقع شده‌است. باقا ۱۸۴٫۲۵ کیلومتر مربع مساحت و ۱۵۳٬۹۳۱ نفر جمعیت دارد.